# 松本市立病院
松本市立病院（まつもとしりつびょういん）は長野県松本市にある公立医療機関である。旧波田町が運営していたが、合併を期に松本市へ運営が引き継がれた。

## 沿革
- 1948年10月1日 - 前身の国保直営診療所が開設。
- 1985年4月1日 - 波田総合病院に改称、現在地に移転。
- 1997年10月13日 - 日本医療機能評価機構から認定を受ける。
- 2005年 - 地方公営企業法全部適用。
- 2010年3月31日 - 松本市と波田町の合併により、松本市立波田総合病院に名称変更。
- 2012年4月1日 - 松本市立病院に名称変更。

## 診療科目
- 産科
- 婦人科
- 内科
- 消化器内科
- 循環器内科
- 小児科
- 外科
- 脳神経外科
- 整形外科
- 泌尿器科
- 麻酔科
- 放射線科
- 眼科
- 耳鼻咽喉科
- 皮膚科
- リハビリテーション科
- 消化器外科
- 形成外科
- 肛門外科
- 人工透析内科
- 健康管理科（人間ドック・脳ドック）
- 救急総合診療科
- 腎透析センター

## 移転構想
松本市立病院東側病棟と外来部門は1985年に建設された建物で老朽化が問題となり、2012年4月より市立病院内で病院移転改築についての検討が始まった。
2018年3月には「松本市立病院建設基本計画」が策定されたが、2014年度より4年連続赤字決算となったため抜本的な経営改革に取り組むことになり、2018年8月に建設事業は一旦延期された。2019年度が黒字決算の見通しとなったため、2020年6月に松本市議会で病院建設事業の再開が了承された。
2020年の「松本市立病院建設基本構想」では、新病院名については松本市立病院としつつ名称は新病院オープン前に再検討することとされ、移転候補地として波田中央運動広場と波田保健福祉センター周辺が挙げられている。

## 交通
- アルピコ交通上高地線（通称・松本電鉄）波田駅より徒歩1分。
- ぐるっとまつもと朝日波田線 - 松本市立病院バス停で下車